# 2-acilglicerofosfocolina O-aciltransferasi
La 2-acilglicerofosfocolina O-aciltransferasi è un enzima appartenente alla classe delle transferasi, che catalizza la seguente reazione:
acil-CoA + 2-acil-sn-glicero-3-fosfocolina ⇄ CoA + fosfatidilcolina